# Ligidium cavaticum
Ligidium cavaticum är en kräftdjursart som beskrevs av Borutzkii 1950. Ligidium cavaticum ingår i släktet Ligidium och familjen gisselgråsuggor. Inga underarter finns listade i Catalogue of Life.